# Тадтаев, Тамерлан Хазбиевич
Тамерлан Хазбиевич Тадтаев  (род. 5 июля 1966, Цхинвал) — осетинский русский писатель, публицист.

## Биография
Родился 5 июля 1966 года в городе Цхинвале, в семье рабочего. Учился в цхинвальской средней школе. В 1981 году перебрался вместе с семьей в город Душанбе. В 1983 году поступил в художественное училище. В 1986 году вернулся в Цхинвал.
Служил в рядах Вооружённых Сил СССР. Участник грузино-осетинских войн 1989—1992, 2004, 2008 годов. Несколько раз был ранен в боях. Награждён медалью Южной Осетии «Защитник Отечества». Принимал участие в организации таможенной службы республики.
Публиковался в журналах «Дарьял», «Вайнах», «Нева», в журнале «Север», в газете «Литературная Россия», «Независимой газете», на интернет-сайтах. Участник форума молодых писателей Северного Кавказа в Нальчике в 2008 году, форума молодых писателей России в Липках. Стипендиат фонда СЭИП. В том же году стал лауреатом «Русской премии», присуждаемой писателям, пишущим на русском языке за пределами России.

## Творчество
В 2015 году на 68-м кинофестивале в Каннах был показан снятый по сценарию Тадтаева короткометражный фильм «Суадон» (русскоязычное название — «Родник», первоначально — «Русская рулетка»). Фильм, однако, не претендовал на награды, так как не укладывался в определённые на кинофестивале рамки хронометража (20 минут против ограничения 15 минут).
В большинстве своих рассказов («Отступник», «Блондинка» и др.) Тадтаев пишет о начале борьбы народа Южной Осетии за независимость. В недавних произведениях («Стихи из мобильника») Тадтаева также говорится о событиях «пятидневной войны». При поддержке Тараса Шамбы выпущено несколько сборников рассказов и стихов Тамерлана Тадтаева:
- «Сын» (2009)[6]
- «Отступник» (2009)[7]
- «Судный день» (2010)[8]
- «Полиэтиленовый город» (2013)[9]
- «Лиахва» (2015)[10]